# ジェイソン・スピサック
ジェイソン・スピサック（Jason Spisak、別名：Jason Spivak、1973年8月29日 -　）は、アメリカ合衆国の男性声優、プログラマー。ペンシルベニア州ウィルクスバリ出身。声優としては、主にアニメやゲームで活躍している。また、シンフォニーOS計画の共同主導者の一人にして、シンフォニー独自のMezzoデスクトップ環境のデザイナーでもあり、Laws of Interface Designと題した文書を書き、プロジェクトが従うべき規範を示した。
かつてはリコリスの共同設立者の一人だった。子供が2人いる。

## 出演作品
太字はメインキャラクター

### テレビアニメ
1999年
- ロケット・パワー（Pi）

2000年
- ダイノゾーズ（竜野海斗）

2001年
- 怪盗セイント・テール
- トランスフォーマー・ロボッツ・イン・ディスカイズ（コージ・オオニシ）

2002年
- はれときどきぶた（ナベシン、武蔵小金井くん）

2003年
- 頭文字D（健二）※ TOKYOPOP版
- スクライド（劉鳳）

2005年
- 頭文字D Second Stage（健二）※ TOKYOPOP版
- 金色のガッシュベル!!（高嶺清麿、モヒカン・エース）
- ビリー&マンディ（狼男、ゴブリン）※47話、Bパート、「なつかしのモンスター」

2006年
- Squirrel Boy（オスカー）

2007年
- ベン10（Gatorboy）※46話、「Ready to Rumble」
- 流星のロックマン（星河スバル）

2010年
- スター・ウォーズ/クローン・ウォーズ（ラックス・ボンテリ）

2011年
- Green Lantern: The Animated Series（レイザー）
- ヤング・ジャスティス（ウォーリー・ウェスト / キッドフラッシュ）

2013年
- Marvel's Avengers Assemble（ ジャスティン・ハマー）

2016年
- パワーパフガールズ（パックラット）

### 劇場アニメ
2005年
- デジモンアドベンチャー02 ディアボロモンの逆襲（八神太一）

2006年
- 金色のガッシュベル!! 101番目の魔物（高嶺清麿）

### ゲーム
2003年
- SOCOM II: U.S. Navy SEALs（ジェスター）

2005年
- 金色のガッシュベル!! 激闘!最強の魔物達（高嶺清麿、モヒカン・エース）
- 金色のガッシュベル!! - 友情タッグバトル2（高嶺清麿、モヒカン・エース）
- ゼノサーガ エピソードII［善悪の彼岸］（ヴィルヘルム、ハマー、リチャード）
- SOCOM 3: U.S. Navy SEALs（ジェスター）

2006年
- ゼノサーガ エピソードIII［ツァラトゥストラはかく語りき］（ヴィルヘルム、ハマー、リチャード）
- SOCOM U.S. Navy SEALs: Combined Assault（ジェスター）
- Desperate Housewives: The Game（息子）
- デッドライジング（ジャック・ホール）

2007年
- ローグギャラクシー（シード）

2009年
- ディシディア ファイナルファンタジー（バッツ・クラウザー）

2010年
- Mafia 2（マーティ）

2011年
- ディシディア デュオデシム ファイナルファンタジー（バッツ・クラウザー）

2015年
- マッドマックス (2015年のゲーム)（チャムバケット）

### テレビドラマ
2010年
- NCIS 〜ネイビー犯罪捜査班（アーロン）

2013年
- ヴァンパイア・ダイアリーズ（サイラスの声）